# Nerea Moldes Bóveda
Nerea Moldes Bóveda, conocida deportivamente como Nere Moldes (Poyo, 13 de abril de 1998) es una jugadora española de fútbol sala. Juega de ala y su equipo actual es el AD Alcorcón FSF de la Primera División de fútbol sala femenino de España.

## Trayectoria
Comenzó jugando en las categorías inferiores del Poio Pescamar FS hasta que llegó a debutar el 12 de abril de 2014 en un partido entre el Poio y el Cidades As Burgas, permaneció en el equipo hasta que fichó en la temporada 2016-17 por el Futsi Atlético Navalcarnero, donde consiguió todos los títulos que tiene en su palmarés. En la temporada 2018-19 fichó por el AD Alcorcón FSF.

## Selección nacional
Debutó con la selección española de fútbol sala el 13 de octubre de 2020 en un partido amistoso jugado contra Portugal en la localidad de Oeiras.

## Estadísticas

### Clubes
Actualizado al último partido jugado el 12 de junio de 2022.
| Club | Div.          | Temporada     | Liga  | Liga  | Liga       | Liga      | Copas nacionales(1) | Copas nacionales(1) | Copas nacionales(1) | Copas nacionales(1) | Torneos internacionales(2) | Torneos internacionales(2) | Torneos internacionales(2) | Torneos internacionales(2) | Total(3) | Total(3) | Total(3)   | Total(3)  |
| Club | Div.          | Temporada     | Part. | Goles | Amonestado | Expulsado | Part.               | Goles               | Amonestado          | Expulsado           | Part.                      | Goles                      | Amonestado                 | Expulsado                  | Part.    | Goles    | Amonestado | Expulsado |
| --- | ------------- | ------------- | ----- | ----- | ---------- | --------- | ------------------- | ------------------- | ------------------- | ------------------- | -------------------------- | -------------------------- | -------------------------- | -------------------------- | -------- | -------- | ---------- | --------- |
| Poio Pescamar FS · España |               |               |       |       |            |           |                     |                     |                     |                     |                            |                            |                            |                            |          |          |            |           |
| 1.ª |               |               |       |       |            |           |                     |                     |                     |                     |                            |                            |                            |                            |          |          |            |           |
| 2013-14 | 3             | 0             | 0     | 0     | -          | -         | -                   | -                   | -                   | -                   | -                          | -                          | 3                          | 0                          | 0        | 0        |            |           |
| 2014-15 | 22            | 2             | 3     | 0     | -          | -         | -                   | -                   | -                   | -                   | -                          | -                          | 22                         | 2                          | 3        | 0        |            |           |
| 2015-16 | 27            | 7             | 3     | 0     | -          | -         | -                   | -                   | -                   | -                   | -                          | -                          | 27                         | 7                          | 3        | 0        |            |           |
| Total club | Total club    | 52            | 9     | 6     | 0          | 0         | 0                   | 0                   | 0                   | -                   | -                          | -                          | -                          | 52                         | 9        | 6        | 0          |           |
| Futsi Atlético Navalcarnero · España |               |               |       |       |            |           |                     |                     |                     |                     |                            |                            |                            |                            |          |          |            |           |
| 1.ª |               |               |       |       |            |           |                     |                     |                     |                     |                            |                            |                            |                            |          |          |            |           |
| 2016-17 | 21            | 2             | 0     | 0     | 3          | 0         | 0                   | 0                   | 2                   | 0                   | 0                          | 0                          | 26                         | 2                          | 0        | 0        |            |           |
| 2017-18 | 27            | 8             | 2     | 0     | 4          | 1         | 0                   | 0                   | 3                   | 0                   | 0                          | 0                          | 31                         | 18                         | 7        | 0        |            |           |
| Total club | Total club    | 48            | 10    | 2     | 0          | 7         | 1                   | 0                   | 0                   | 5                   | 0                          | 0                          | 0                          | 60                         | 11       | 2        | 0          |           |
| AD Alcorcón FSF · España |               |               |       |       |            |           |                     |                     |                     |                     |                            |                            |                            |                            |          |          |            |           |
| 1.ª |               |               |       |       |            |           |                     |                     |                     |                     |                            |                            |                            |                            |          |          |            |           |
| 2018-19 | 26            | 9             | 1     | 0     | 2          | 1         | 0                   | 0                   | -                   | -                   | -                          | -                          | 28                         | 10                         | 1        | 0        |            |           |
| 2019-20 | 20            | 15            | 1     | 0     | 2          | 0         | 0                   | 0                   | -                   | -                   | -                          | -                          | 22                         | 15                         | 1        | 0        |            |           |
| 2020-21 | 12            | 5             | 1     | 0     | 2          | 0         | 0                   | 0                   | -                   | -                   | -                          | -                          | 14                         | 5                          | 1        | 0        |            |           |
| 2021-22 | 29            | 19            | 5     | 0     | 4          | 3         | 2                   | 0                   | -                   | -                   | -                          | -                          | 33                         | 22                         | 7        | 0        |            |           |
| Total club | Total club    | 87            | 48    | 8     | 0          | 10        | 4                   | 2                   | 0                   | -                   | -                          | -                          | -                          | 97                         | 52       | 10       | 0          |           |
| Total carrera | Total carrera | Total carrera | 187   | 67    | 16         | 0         | 17                  | 5                   | 2                   | 0                   | 5                          | 0                          | 0                          | 0                          | 209      | 72       | 18         | 0         |
| (1) Incluye datos de Copa / Supercopa. (2) Incluye datos de Campeonato de Europa de Clubes, Recopa y Copa Intercontinental. (3) No incluye datos de partidos amistosos. |               |               |       |       |            |           |                     |                     |                     |                     |                            |                            |                            |                            |          |          |            |           |

## Palmarés y distinciones
- Liga española: 1

2016-17.
- Copa de España: 1

2018
- Supercopa de España: 1

2017
- Campeonato de Europa de Clubes de fútbol sala femenino: 2

2017, 2018
- Campeona de España universitaria: 1

2021.